# Lophiocarpus
Lophiocarpus, biljni rod iz porodice Lophiocarpaceae kojemu pripadaju četiri vrste manjih grmova ili zeljastog bilja grmova s juga Afrike i južne tropske Afrike
Lophiocarpus (Kunth) Miq., sinonim je za rod Sagittaria Ruppius ex L.

## Vrste
1. Lophiocarpus dinteri Engl.
2. Lophiocarpus latifolius Nowicke
3. Lophiocarpus polystachyus Turcz.
4. Lophiocarpus tenuissimus Hook.f.

## Sinonimi
- Wallinia Moq.